# Phare d'Adziogol
Le phare d'Adziogol est un phare de structure hyperboloïde situé sur un écueil du golfe Borysthénique, à 32 km au sud-ouest de Kherson, en Ukraine. 
Il fut construit par l'ingénieur et scientifique russe Vladimir Choukhov entre 1908 et 1911. La hauteur du phare est de 64 mètres, ce qui en fait le 19e phare le plus haut du monde. 
Il a inspiré la tour de télévision et de tourisme de Canton. Son nom provient du tatar Hacigöl signifiant « lac des pèlerins ».